# 萬泉縣
萬泉縣，中国古旧县名。
在山西省新絳縣西南115里。漢代汾陰縣地；唐代析置萬泉縣，屬河東道河中府，縣東谷中有井泉百餘區，故名；五代因之；宋代屬陝西永興軍路河中府；金代屬河東南路河中府；元代省，後復置，改築新城，即今治，屬中書省晉寧路河中府；明代屬山西省平陽府蒲州；清代屬山西省蒲州府；民國三年六月，劃屬山西河東道，國民政府成立，廢道，直屬山西省政府。境內多山地，出產麥、棉、杏、梨、柿、黃芪、遠志等。
1954年，万泉县、荣河县合并而成万荣县。